# Коссио, Нельсон
Нелсон Коссио (исп. Nelson Orlando Cossio Riquelme; род. 14 июня 1966, Сантьяго, Чили) — чилийский футболист, вратарь, и тренер. Известен своими выступлениями за такие клубы, как «Универсидад де Чили» и «Универсидад Католика», а также за сборную Чили. В настоящее время является главным тренером клуба «Адриана Кусиньо».

## Биография
Нелсон Коссио начал свою карьеру в 1983 году в клубе «Палестино», где выступал до 1992 года. В этот период он несколько раз отправлялся в аренду в клубы «Сойнка Бата» и «Депортес Антофагаста». В 1993 году он перешёл в «Эвертон», а затем в «Универсидад де Чили», где стал двукратным чемпионом Чили в 1994 и 1995 годах.
После успешного периода в «Универсидад де Чили» Коссио играл за такие клубы, как «Аудакс Итальяно», «Депортес Темуко», «Депортес Икике», «Депортес Консепсьон», «Унион Эспаньола», «Депортес Арика» и «Универсидад Католика», где завершил карьеру в 2002 году, став чемпионом Чили.
В 1997 году Коссио дебютировал за сборную Чили, сыграв в четырёх матчах, включая участие в Кубке Америки 1997 года, где Чили не смогла выйти из группы.
После завершения игровой карьеры Коссио стал тренером. Он работал с такими клубами, как «Депортес Наваль», «О’Хиггинс», «Депортес Копьяпо», «Кокимбо Унидо», «Унион Сан-Фелипе», «Сан-Луис Кильота», «Лота Швагер», «Депортес Мелипилья», «Депортес Вальенар», «Провинсиаль Осорно», «Сан-Бернардо Унидо» и «Агуара». С 2023 года он возглавляет клуб «Адриана Кусиньо».